# Chiesa della Compagnia del Corpus Domini (Seggiano)
La chiesa della Compagnia del Corpus Domini è un edificio sacro situato a Seggiano.

## Descrizione
Dedicata anche a San Bernardino, risale al XVIII secolo, e fu restaurata nel 1869.
Presenta una facciata in pietra affiancata dal campanile; il portale architravato e completato da un timpano spezzato immette in un ambiente a pianta rettangolare, coperto a capriate ed ornato da tre altari settecenteschi in stucco. In una nicchia della parete di destra si trova un'urna-reliquiario in cui si conservano alcuni oggetti appartenuti a San Bernardino, già nel Convento del Colombaio. Le statue lignee di San Francesco di Paola e della Madonna addolorata (1712) provengono dalla soppressa confraternita di Santa Caterina da Siena.
Nel 1980 vi furono temporaneamente ospitate le spoglie di San Bernardino in occasione del sesto centenario della nascita.